# Tao Yuanming
|  | Aquest article tracta sobre el poeta xinès. Si cerqueu el governador de la Dinastia Han , vegeu «Tao Qian (Dinastia Han)». |

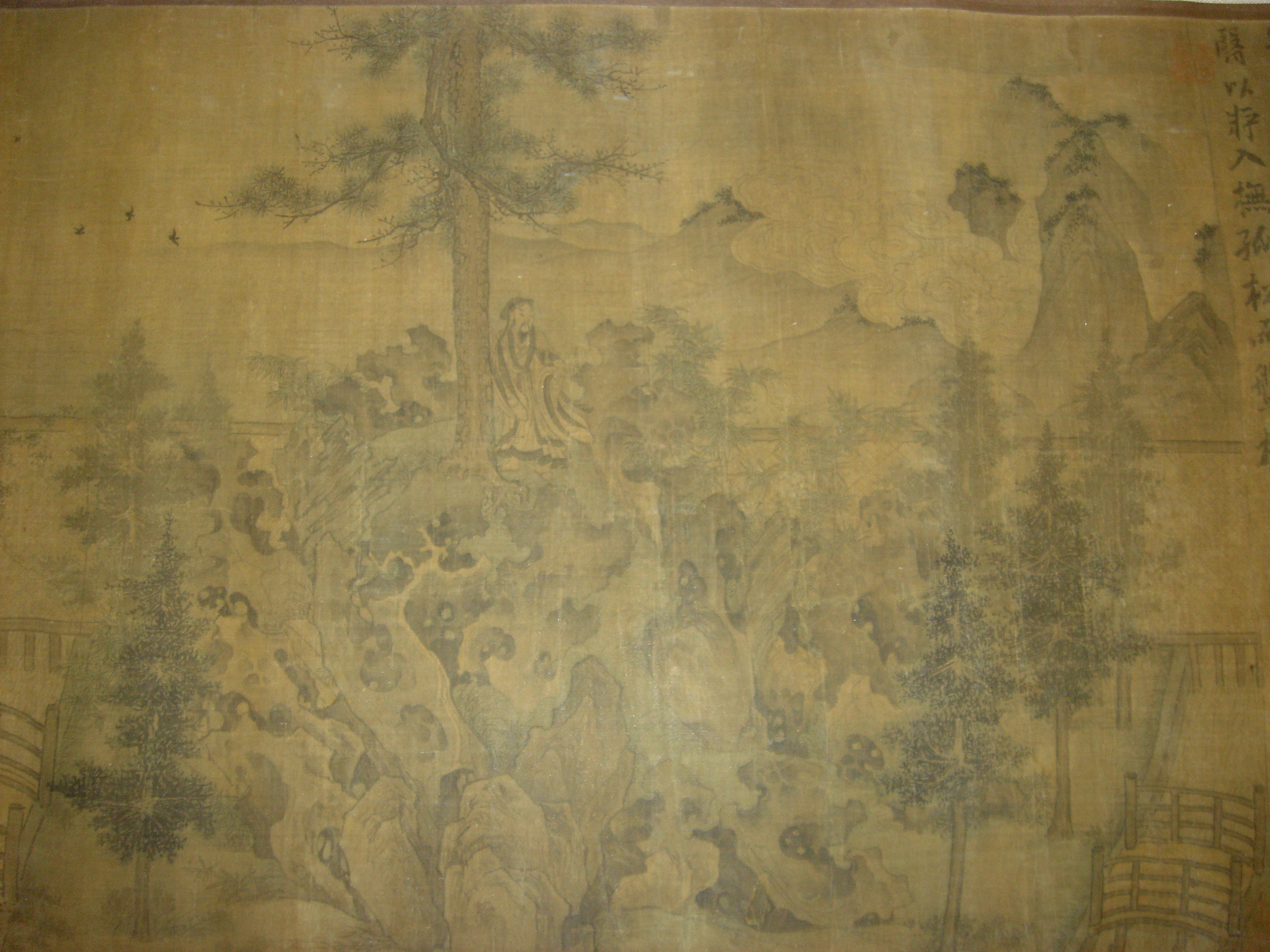
Una pintura de la Dinastia Song sobre seda representant el retorn de Tao de la seva reclusió a les muntanyes, de principis del.

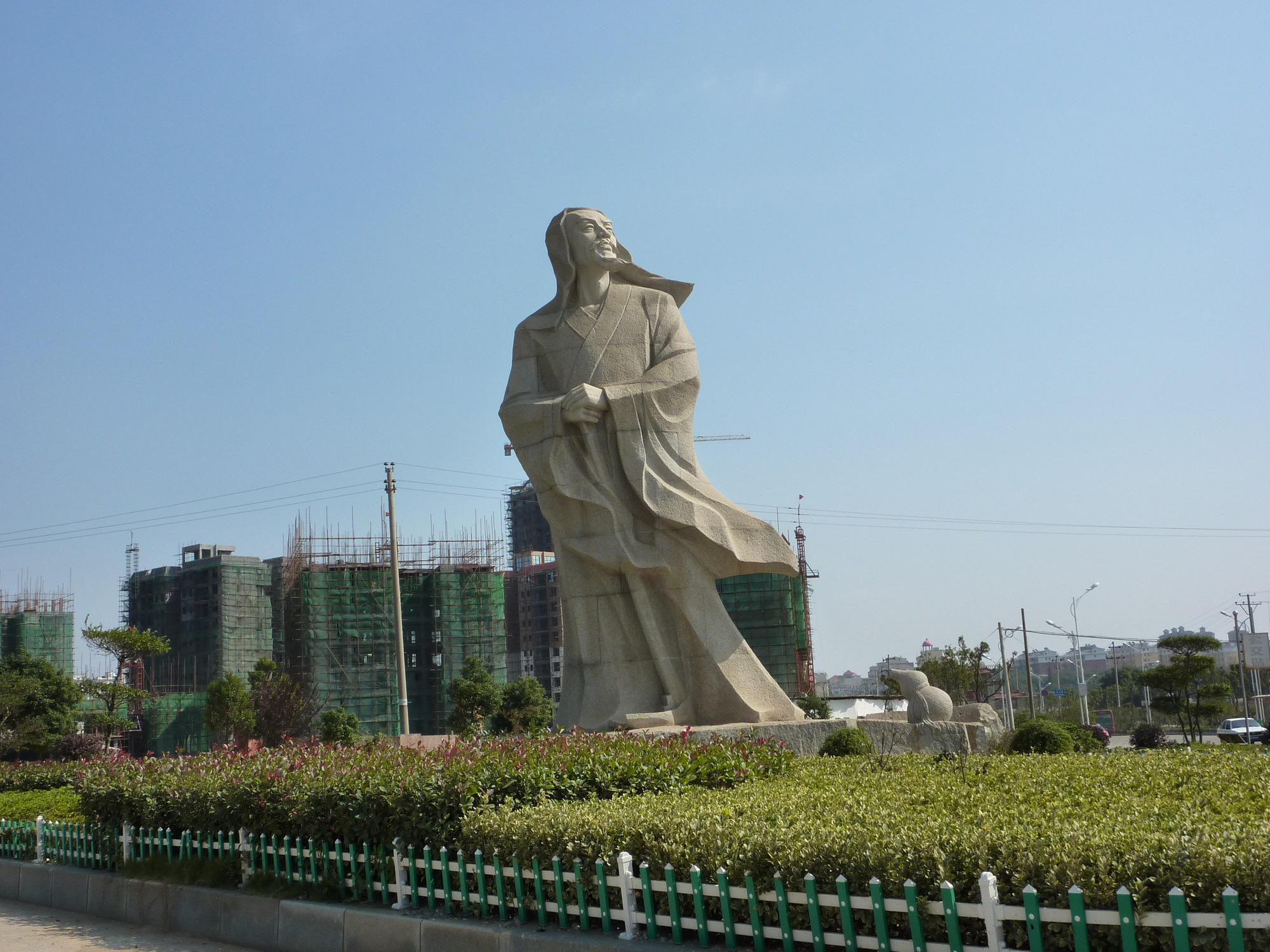
Estàtua de Tao Yuanming al seu poble Jiujiang

Tao Qian (xinès tradicional: 陶潛, xinès simplificat: 陶潜, pinyin: Táo Qián; romanització Wade-Giles: T'ao Ch'ien) (365–427), més conegut com a Tao Yuanming (陶淵明), va ser un poeta xinès. Nascut en l'actual Jiujiang (Jiangxi), va ser un dels poetes xinesos més influents del període precedent a la Dinastia Tang (618–907).

## Context històric
La vida de Tao Yuanming es va desenvolupar durant un període de divisió a la Xina. La dinastia Jin va aconseguir durant un temps la seva reunificació, però els bàrbars van ocupar el nord a principis del segle iv. Va ser durant aquest període que va néixer Tao Yuanming. La dinastia Jin va desaparèixer el 420, i la va substituir la dinastia Song del Sud. És una època que s'abandona el confucianisme a favor del taoisme, mentre que el budisme augmenta la seva influència. Els monjos es dedicaven a la traducció de molts textos budistes, incloent Huiyuan (334-416), un contemporani de Tao Yuanming.

## Biografia
Els punts principals de la vida de Tao (els seus intents per lliurar-se de les lluites a la seva feina com a funcionari públic i el seu eventual compromís amb la vida reclosa de granger, malgrat les penalitats) van esdevenir un dels mites típics de la tradició literària xinesa.
Hi ha molt poca informació fidedigna sobre la seva vida. Tan sols la meitat dels cent vint poemes que ens han arribat d'ell poden datar-se, de manera que ordenar-los cronològicament és difícil.
Tao Yuanming va néixer en un dels moments més caòtics i violents de la història de la Xina. Quan la dinastia Han va col·lapsar el 220, la Xina va caure en una fragmentació i inestabilitat que va durar fins que el país va tornar a ser reunificat pels Sui, tres segles i mig després.
L'any 317, per primera vegada, els bàrbars van prendre el control del nord de la Xina i la cort de la dinastia Qin, que el rebesavi de Yuanming, Tao Kan, havia contribuït a fundar, es va veure empesa cap al sud, una regió poblada per comunitats no xineses. Aquestes famílies que fugien del nord van prendre el control del territori i van crear una mena de micro edat daurada pel que fa a cultura i refinament. Aquesta ocupació del sud es va fer sumint a la pagesia nadiua en una virtual esclavitud, que va provocar l'esclat de diverses revoltes, la més violenta de totes durant els anys de servei de Tao. De fet, la feina de funcionari era delicada i, fins i tot, perillosa, ja que als esforços per sufocar les rebel·lions o frenar els avanços dels bàrbars del nord s'hi sumaven les lluites internes pel control del govern.
Si bé Tao Yuanming provenia d'una família molt prestigiosa, amb el pas del temps havien anat perdent influència. Tao es va criar en un ambient sofisticat i estava destinat a formar part del govern, igual que el seu avi i el seu pare. Va entrar a treballar a l'administració el 393, als 29 anys, en un poble proper al seu, tot i que no se sap del cert quin càrrec tenia ni quin paper va jugar en les revoltes.
El 396 l'emperador va ser estrangulat i el va substituir un dels seus fills, de cinc anys, controlat per la seva família que era la que realment tenia el poder. Paral·lelament, un dels generals, Huan Hsuan, s'havia anat fent cada vegada més poderós en el seu territori, i el 399 ja controlava gairebé tota la regió oest. Per tot plegat, la situació de Tao es va tornar perillosa i va decidir deixar el seu càrrec, per primera vegada, per tornar a la seva granja. Allí va estar durant un lapse de temps, fins que una mala collita el va fer haver de tornar. A finals d'aquell mateix any va tornar a renunciar els càrrecs que tenia. El 402 es va dedicar completament a la granja.
El 405 les tensions entre els generals van esclatar, i si bé el general Huan Hsuan semblava que portava avantatge, va acabar sent derrotat per Liu Yu, després de prendre la capital i la Xina. Amb aquesta victòria els Tao van quedar fora de joc en un moment en què les coses a la granja tornaven a no anar bé. Un cop més, Tao Yuanming va haver de buscar feina a l'administració pública, aquesta vegada sota el comandament dels enemics del seu anterior patró. El van designar magistrat a Pengze, però va renunciar algunes setmanes més tard per a dedicar-se definitivament a les seves activitats agrícoles.
Tanmateix les seves propietats es van cremar i es va veure obligat a retornar al seu poble natal. Conreant la seva terra va conèixer la pobresa i la fam. Per altra banda, el seu amor pel vi és ben conegut, ja que va escriure una sèrie de vint poemes dedicats a aquesta beguda.
Tao Yuanming era un fanàtic del taoisme i estava interessat en el budisme xan. Hi ha una llegenda sobre una reunió que va tenir amb el monjo Huiyuan i Lu Xiujing, que fins i tot ha esdevingut un conte popular.

## Obra
El seu text en prosa La font de flors de presseguer (Tao yuan ji) es considera una utopia anarquista: en un poble al marge del món els seus habitants hi viuen sense jerarquia ni lleis.
Tao Yuanming va deixar al voltant de 130 poemes on s'hi manifesta el seu amor per la vida campestre. La simplicitat d'aquesta vida és coherent amb la simplicitat del seu estil.
Tao Yuanming també és autor d'una curta autobiografia en la qual es dona el sobrenom de "Cinc Salzes", en memòria dels cinc salzes que creixien a prop de casa seva. Escrit quan tenia vint-i-vuit anys, és més un text que expressa el seu ideal que un biografia.